# Élections législatives de 1981 à La Réunion
Les élections législatives françaises de 1981 à La Réunion se déroulent les 14 et 21 juin.

## Élus
| Circonscription | Député sortant   | Parti | Parti         | Député élu ou réélu | Parti | Parti         |
| --------------- | ---------------- | ----- | ------------- | ------------------- | ----- | ------------- |
| 1re             | Michel Debré     |       | RPR           | Michel Debré        |       | RPR           |
| 2e              | Jean Fontaine    |       | Divers droite | Jean Fontaine       |       | Divers droite |
| 3e              | Pierre Lagourgue |       | UDF (PR)      | Wilfrid Bertile     |       | PS            |

## Positionnement des partis
Le Parti socialiste et le Parti communiste réunionnais se présentent dans les trois circonscriptions du département et se réclament de la nouvelle majorité présidentielle.
La majorité sortante de droite soutient elle aussi des candidats dans l'ensemble des circonscriptions réunionnaises, dont les deux députés sortants Michel Debré (1re, Saint-Denis) et Jean Fontaine (2e, Saint-Paul). Plusieurs de ces candidats sont investis par l'Union pour la nouvelle majorité, coalition électorale formée pour ce scrutin législatif. Dans le détail, on compte 2 candidats du RPR et 2 de l'UDF.
Enfin, les écologistes ont un candidat dans la circonscription de Saint-Pierre (3e) et l'extrême droite dans la première.

## Résultats

### Analyse
Si les deux députés sortants Michel Debré (RPR) et Jean Fontaine (DVD) sont réélus, la droite perd un siège et recule assez nettement. Alors qu'en 1978, les trois candidats de droite avaient été élus députés dès le premier tour, il a fallu attendre le second tour pour que les deux sortants soient réélus.
Le Parti socialiste, quant à lui, progresse fortement par rapport au scrutin législatif précédent et parvient à élire Wilfrid Bertile dans la troisième circonscription, bénéficiant du retrait du candidat communiste Élie Hoarau. Cette progression du PS varie selon les circonscriptions : de 8,1 points dans la 1re à 22,3 points dans la 3e. Le Parti communiste réunionnais reste cependant la principale force politique à gauche et au niveau départemental, même si son score est en recul, et dans la circonscription de Saint-Paul, Paul Vergès est battu de justesse au second tour de scrutin.

### Résultats à l'échelle du département
| Parti          | Parti                              | Premier tour | Premier tour | Second tour | Second tour | Sièges |
| Parti          | Parti                              | Voix         | %            | Voix        | %           | Sièges |
| -------------- | ---------------------------------- | ------------ | ------------ | ----------- | ----------- | ------ |
|                | Parti communiste réunionnais       | 47 694       | 32,79        | 54 055      | 34,11       | 0      |
|                | Parti socialiste                   | 25 973       | 17,85        | 21 768      | 13,74       | 1      |
|                | Majorité présidentielle            | 73 667       | 50,64        | 75 823      | 47,85       | 1      |
|                |                                    |              |              |             |             |        |
|                | Rassemblement pour la République   | 27 416       | 18,85        | 50 176      | 31,67       | 1      |
|                | Divers droite                      | 26 505       | 18,22        | 32 453      | 20,48       | 1      |
|                | Union pour la démocratie française | 16 551       | 11,38        |             |             | 0      |
|                | Union pour la nouvelle majorité    | 70 472       | 48,44        | 82 629      | 52,15       | 2      |
|                |                                    |              |              |             |             |        |
|                | Divers écologiste                  | 824          | 0,57         |             |             | 0      |
|                | Extrême droite                     | 506          | 0,35         | 0           |             |        |
|                |                                    |              |              |             |             |        |
| Inscrits       | Inscrits                           | 237 649      | 100,00       | 237 590     | 100,00      | 3      |
| Abstentions    | Abstentions                        | 90 394       | 38,04        | 75 787      | 31,9        |        |
| Votants        | Votants                            | 147 255      | 61,96        | 161 803     | 68,1        |        |
| Blancs et nuls | Blancs et nuls                     | 1 786        | 1,21         | 3 351       | 2,07        |        |
| Exprimés       | Exprimés                           | 145 469      | 98,79        | 158 452     | 97,93       |        |

### Résultats par circonscription

#### Première circonscription (Saint-Denis)
| Candidat       | Candidat                   | Parti          | Premier tour | Premier tour | Second tour | Second tour |  |
| Candidat       | Candidat                   | Parti          | Voix         | %            | Voix        | %           |  |
| -------------- | -------------------------- | -------------- | ------------ | ------------ | ----------- | ----------- |  |
|                | Michel Debré sortant réélu | RPR (UNM)      | 18 654       | 37,11        | 32 150      | 59,18       |  |
|                | Bruny Payet                | PCR            | 12 534       | 24,93        | 22 178      | 40,82       |  |
|                | Jean-Claude Fruteau        | PS             | 9 427        | 18,75        |             |             |  |
|                | Pierre Lagourgue           | UDF (PR)       | 9 147        | 18,20        |             |             |  |
|                | Alix Morel                 | Extrême droite | 506          | 1,01         |             |             |  |
|                |                            |                |              |              |             |             |  |
| Inscrits       | Inscrits                   | Inscrits       | 90 291       | 100,00       | 90 288      | 100,00      |  |
| Abstentions    | Abstentions                | Abstentions    | 39 463       | 43,71        | 34 823      | 38,57       |  |
| Votants        | Votants                    | Votants        | 50 828       | 56,29        | 55 465      | 61,43       |  |
| Blancs et nuls | Blancs et nuls             | Blancs et nuls | 560          | 1,1          | 1 137       | 2,05        |  |
| Exprimés       | Exprimés                   | Exprimés       | 50 268       | 98,9         | 54 328      | 97,95       |  |

#### Deuxième circonscription (Saint-Paul)
| Candidat       | Candidat                    | Parti               | Premier tour | Premier tour | Second tour | Second tour |  |
| Candidat       | Candidat                    | Parti               | Voix         | %            | Voix        | %           |  |
| -------------- | --------------------------- | ------------------- | ------------ | ------------ | ----------- | ----------- |  |
|                | Paul Vergès                 | PCR                 | 25 788       | 44,19        | 31 877      | 49,55       |  |
|                | Jean Fontaine sortant réélu | Divers droite (UNM) | 25 273       | 43,30        | 32 453      | 50,45       |  |
|                | Daniel Cadet                | PS                  | 6 068        | 10,40        |             |             |  |
|                | Jean Perreau-Pradier        | Divers droite       | 1 232        | 2,11         |             |             |  |
|                |                             |                     |              |              |             |             |  |
| Inscrits       | Inscrits                    | Inscrits            | 84 474       | 100,00       | 84 432      | 100,00      |  |
| Abstentions    | Abstentions                 | Abstentions         | 25 439       | 30,11        | 19 035      | 22,54       |  |
| Votants        | Votants                     | Votants             | 59 035       | 69,89        | 65 397      | 77,46       |  |
| Blancs et nuls | Blancs et nuls              | Blancs et nuls      | 674          | 1,14         | 1 067       | 1,63        |  |
| Exprimés       | Exprimés                    | Exprimés            | 58 361       | 98,86        | 64 330      | 98,37       |  |

#### Troisième circonscription (Saint-Pierre)
| Candidat       | Candidat              | Parti             | Premier tour | Premier tour | Second tour | Second tour |  |
| Candidat       | Candidat              | Parti             | Voix         | %            | Voix        | %           |  |
| -------------- | --------------------- | ----------------- | ------------ | ------------ | ----------- | ----------- |  |
|                | Wilfrid Bertile élu   | PS                | 10 478       | 28,44        | 21 768      | 54,70       |  |
|                | Élie Hoarau           | PCR               | 9 372        | 25,44        | Retrait     | Retrait     |  |
|                | André-Maurice Pihouée | RPR (UNM)         | 8 762        | 23,78        | 18 026      | 45,30       |  |
|                | Jean-Paul Virapoullé  | UDF (CDS)         | 7 404        | 20,10        | Retrait     | Retrait     |  |
|                | Marcel Boissier       | Divers écologiste | 824          | 2,24         |             |             |  |
|                |                       |                   |              |              |             |             |  |
| Inscrits       | Inscrits              | Inscrits          | 62 884       | 100,00       | 62 870      | 100,00      |  |
| Abstentions    | Abstentions           | Abstentions       | 25 492       | 40,54        | 21 929      | 34,88       |  |
| Votants        | Votants               | Votants           | 37 392       | 59,46        | 40 941      | 65,12       |  |
| Blancs et nuls | Blancs et nuls        | Blancs et nuls    | 552          | 1,48         | 1 147       | 2,8         |  |
| Exprimés       | Exprimés              | Exprimés          | 36 840       | 98,52        | 39 794      | 97,2        |  |